# Lena Kelly
Lena Kelly (Nueva York, 4 de marzo de 1989) es una actriz pornográfica, modelo erótica y camgirl transexual estadounidense.

## Biografía
Nació en el seno de en una familia con ascendencia irlandesa. Comenzó en la industria del entretenimiento para adultos como modelo de cámara web, realizando shows privados en páginas y foros como Chaturbate. Por medio de una amiga, acabó conociendo a Steven Grooby, fundador de la compañía Grooby Productions, quien interesada en su perfil la invitó a trasladarse a Las Vegas (Nevada) y comenzar una carrera como actriz pornográfica bajo su sello, rodando con Grooby sus primeras escenas en 2016, con 20 años.
Además de Grooby, Kelly ha trabajado con otros estudios como Trans Angels, Evil Angel, Manyvids, Devil's Film, Gender X, Transsensual, CX Wow, Trans500, Third Coast Video, Exquisite, Kink.com o Jules Jordan Video, entre otras.
En marzo de 2017 se vio envuelta en una polémica con el rapero estadounidense Coolio después de coincidir con él en una fiesta swinger. Según declaró Kelly, el artista la invitó días más tarde al Hotel Luxor de Las Vegas, que celebraba un concierto de los raperos Naughty by Nature, siendo Lena invitada personal de Coolio. Cuando Kelly se presentó en la habitación del rapero, le acabó confesando que era una persona transexual, algo que pudo no sentar bien a Coolio, pues pidió a su guardaespaldas que se retirase inmediatamente de la habitación.
Tras ese episodio, Kelly acusó a través de Twitter a Coolio de homófobo y de maltratar al colectivo LGBT. Sin embargo, un portavoz de Coolio negó que dicho incidente hubiera tenido lugar, e incluso dio a entender que el relato de Kelly era parte de un intento de difamar a la antigua estrella del rap.
En 2019 fue nominada en los Premios AVN y los Premios XBIZ al galardón de Artista transexual del año. Ese mismo año también recibió en los AVN la nominación a Mejor escena de sexo transexual por Transsexual Addiction 2.
También ha destacado por su faceta en la dirección, habiendo sido la primera directora transexual fichada por el estudio Evil Angel. Se estrenó detrás de las cámaras en 2019 protagonizando, produciendo y dirigiendo TransNasty. En 2020 volvía a la realización con Tranimals.
Ha grabado más de 330 películas.

## Premios y nominaciones
| Año  | Ceremonia                  | Resultado | Premio                                   | Trabajo                             |
| ---- | -------------------------- | --------- | ---------------------------------------- | ----------------------------------- |
| 2017 | Transgender Erotica Awards | Nominada  | Mejor nueva cara                         | —                                   |
| 2017 | Transgender Erotica Awards | Nominada  | Mejor escena                             | Taming Willy                        |
| 2018 | Transgender Erotica Awards | Nominada  | Mejor modelo hardcore                    | —                                   |
| 2018 | Transgender Erotica Awards | Nominada  | Mejor personalidad de Internet           | —                                   |
| 2018 | Transgender Erotica Awards | Nominada  | Mejor escena                             | TS Gangbang Auditions               |
| 2018 | Premios XCritic            | Nominada  | Mejor artista transexual                 | —                                   |
| 2019 | Premios AVN                | Nominada  | Artista transexual del año               | —                                   |
| 2019 | Premios AVN                | Nominada  | Mejor escena de sexo transexual          | Transsexual Addiction 2             |
| 2019 | Premios AVN                | Nominada  | Premio fan: Mejor artista transexual     | —                                   |
| 2019 | Premios XBIZ               | Nominada  | Artista transexual del año               | —                                   |
| 2019 | Premios XRCO               | Nominada  | Artista transexual del año               | —                                   |
| 2019 | Transgender Erotica Awards | Nominada  | Mejor escena chica-chica                 | Casey Kisses and Lena Kelly On Fire |
| 2019 | Transgender Erotica Awards | Nominada  | Mejor escena chico-chica                 | Trans Pool Party                    |
| 2019 | Transgender Erotica Awards | Nominada  | Mejor espectáculo web                    | —                                   |
| 2019 | Transgender Erotica Awards | Ganadora  | Modelo Género X del año                  | —                                   |
| 2019 | Transgender Erotica Awards | Nominada  | Mejor modelo hardcore                    | —                                   |
| 2019 | Transgender Erotica Awards | Nominada  | Mejor modelo solo                        | —                                   |
| 2019 | Transgender Erotica Awards | Ganadora  | Mejor promoción                          | —                                   |
| 2020 | Premios AltPorn            | Nominada  | Mejor artista femenina del año           | —                                   |
| 2020 | Premios AVN                | Nominada  | Artista transexual del año               | —                                   |
| 2020 | Premios AVN                | Nominada  | Mejor escena de sexo transexual en grupo | Hot for Transsexuals 9              |
| 2020 | Premios AVN                | Nominada  | Mejor escena de sexo transexual en grupo | Slag Angels on Wheels               |
| 2020 | Premios XBIZ               | Nominada  | Artista transexual del año               | —                                   |
| 2021 | Premios AVN                | Nominada  | Artista transexual del año               | —                                   |
| 2021 | Premios AVN                | Nominada  | Mejor dirección - Comedia                | Tranimals                           |
| 2021 | Premios AVN                | Nominada  | Mejor escena de sexo con transexual      | Transfixed 4                        |
| 2021 | Premios AVN                | Nominada  | Mejor escena de sexo transexual en grupo | The TransAngeles Motorcycle Club    |
| 2021 | Premios AVN                | Nominada  | Mejor escena de sexo transexual en grupo | TransNasty                          |
| 2021 | Premios XBIZ               | Nominada  | Artista transexual del año               | —                                   |
| 2021 | Premios XBIZ               | Nominada  | Mejor escena de sexo transexual          | TS Love Stories 5                   |
| 2021 | Premios XBIZ               | Nominada  | Mejor escena de sexo transexual          | The TransAngels Motorcycle Club     |
| 2022 | Premios AVN                | Nominada  | Artista transexual del año               | —                                   |
| 2022 | Premios AVN                | Nominada  | Mejor escena escandalosa de sexo         | Lena Moon vs. Francesca Palma 2     |
| 2022 | Premios AVN                | Nominada  | Mejor escena de sexo con transexual      | Remotely Banged                     |
| 2022 | Premios AVN                | Nominada  | Mejor escena de sexo transexual en grupo | Take a Ride on the Trans Train 2    |
| 2022 | Premios XBIZ               | Nominada  | Artista transexual del año               | —                                   |
| 2023 | Premios AVN                | Nominada  | Mejor escena de sexo transexual en grupo | Take a Ride on the Trans Train! 3   |
| 2023 | Premios XBIZ               | Nominada  | Artista transexual del año               | —                                   |
| 2024 | Premios XBIZ               | Nominada  | Artista transexual del año               | —                                   |